# 薩洛蒙·烏爾曼
薩洛蒙·烏爾曼（法語：Salomon Ulmann，1806年2月25日—1865年5月5日）出生於今天法國大東部大區下萊茵省的薩韋爾訥，曾經是法國猶太教首席拉比。

## 生平
1834年，他先是擔任洛泰堡的拉比，1844年擔任南錫猶太教堂的首席拉比之後，1953年從馬爾尚·恩納里之後，接任法國首席拉比至1865年，繼任者是拉扎爾·伊西多爾。
薩洛蒙·烏爾曼指導東方研究學家哈特維格·德倫堡學習希伯來語，他也精於米書拿的研究。
他於1865年5月5日逝世，埋葬於蒙帕納斯公墓。